# Liste der höchstgelegenen asphaltierten Strassen der Schweiz

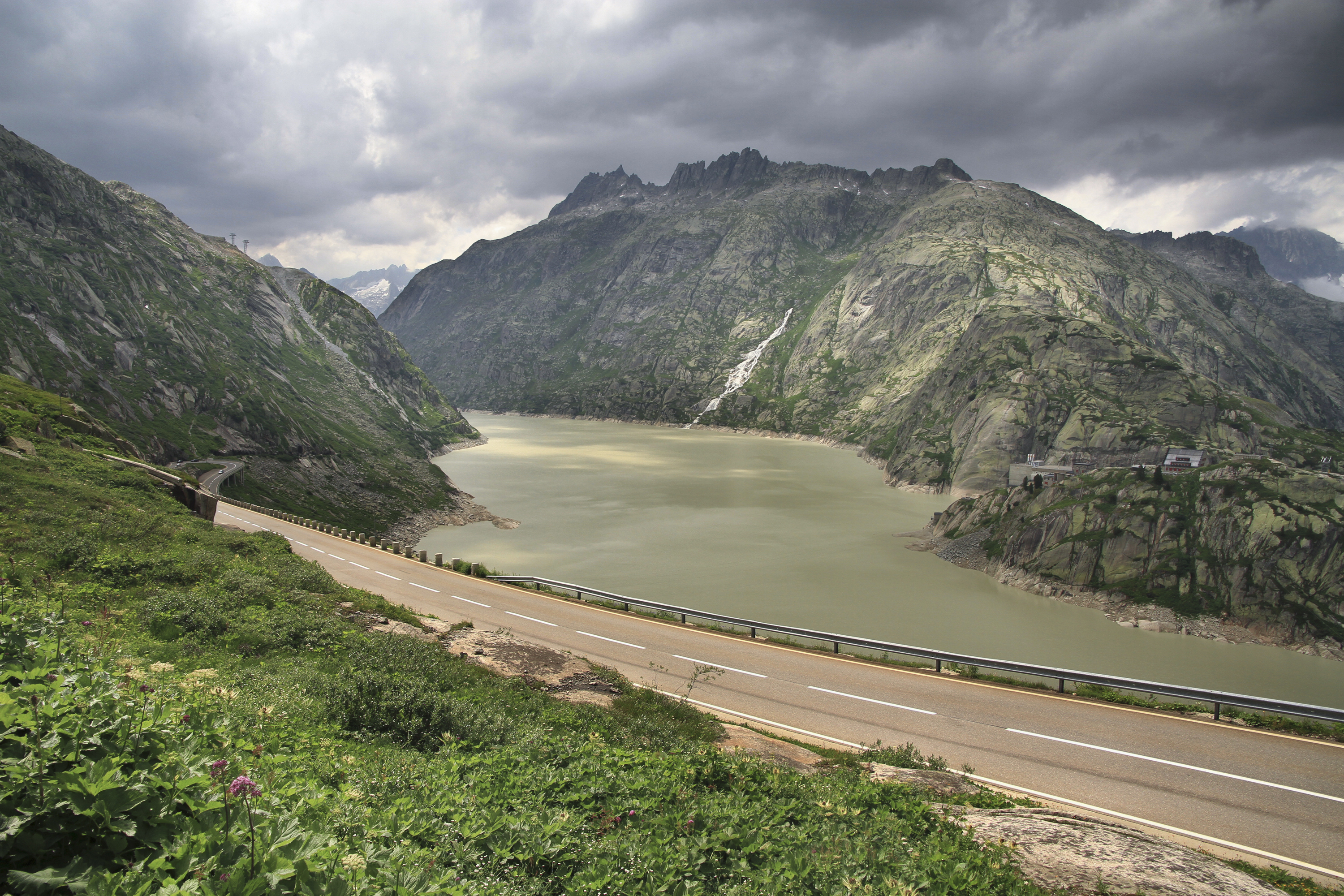
Der Grimselpass

Die Liste der höchsten asphaltierten Strassen in der Schweiz umfasst asphaltierte Strassen, die über einen Kilometer lang sind und deren höchster Punkt mindestens 2000 Meter über dem Meeresspiegel liegt. Einige der aufgeführten Strassen sind für motorisierte Fahrzeuge gesperrt, jedoch normalerweise für Fussgänger und Radfahrer zugänglich.
Diese Bergstrassen sind bei Autofahrern, Motorradfahrern und Radfahrern wegen ihrer spektakulären Landschaften beliebt und sind oft die Höhepunkte von Strassenradrennen wie der Tour de Suisse und der Tour de Romandie. Viele dieser Strassen werden durch öffentliche Verkehrsmittel bedient, wobei das Haupttransportunternehmen die Postauto AG ist.
Da die Baumgrenze in den Alpen bei etwa 2000 m ü. M. liegt, befinden sich fast alle oberen Abschnitte der aufgeführten Strassen in der alpinen Höhenstufe. Daher sind die meisten dieser Strassen im Winter gesperrt, wobei wichtige Verkehrsverbindungen wie der Simplonpass das ganze Jahr geöffnet bleiben.

Diese Liste enthält keine Autobahnen, da die drei höchsten Autobahnen (San-Bernardino-Tunnel, Gotthard-Strassentunnel und Vue-des-Alpes-Tunnel) unter 1700 m ü. M. liegen.

## Liste der höchsten asphaltierten Strassen
| Strasse                            | Höchster Punkt | Kanton(e)      | Verlauf (höchster Punkt)                                     | Status    | Bemerkungen | Kulminationspunkt                           |
| ---------------------------------- | -------------- | -------------- | ------------------------------------------------------------ | --------- | --- | ------------------------------------------- |
| Umbrailpass                        | 2501 m         | Graubünden     | Santa Maria Val Müstair–Umbrailpass–Stilfser Joch            | Pass      | Nur nördliche Rampe; Verbindung zum Stilfser Joch an italienischer Grenze                                                                      | !546.5416225510.4331675 46.541622 10.433167 |
| Nufenenpass                        | 2478 m         | Tessin/Wallis  | Bedretto–Nufenenpass–Ulrichen                                | Pass      | Einzige Strasse zwischen Tessin und Wallis | !546.4776085508.3894415 46.477608 8.389441  |
| Grosser St. Bernhard (Passstrasse) | 2469 m         | Wallis         | Bourg-Saint-Pierre–Grosser St. Bernhard–Saint Oyen (Italien) | Pass      | | !545.8690485507.1703965 45.869048 7.170396  |
| Furkapass                          | 2429 m         | Uri/Wallis     | Realp–Furkapass–Oberwald                                     | Pass      | Einzige Strasse zwischen Uri und Wallis | !545.8690485507.1703965 45.869048 7.170396  |
| Grimselpass Oberaarsee             | 2390 m         | Bern           | Grimselpass–Stierenberg–Oberaarsee                           | Sackgasse | | !546.5526285508.2806915 46.552628 8.280691  |
| Griessee                           | 2388 m         | Wallis         | Nufenenpass – Griessee                                       | Sackgasse | Startet am Nufenenpass (P. 2303 m) | !546.4609125508.3680315 46.460912 8.368031  |
| Flüelapass                         | 2384 m         | Graubünden     | Davos–Flüelapass–Susch                                       | Pass      | | !546.7486895509.9488375 46.748689 9.948837  |
| Moiry                              | 2350 m         | Wallis         | Grimentz–Lac de Moiry–Lac de Châteaupré                      | Sackgasse | | !545.8690485507.1703965 45.869048 7.170396  |
| Tguma-Parkplatz                    | 2339 m         | Graubünden     | Wergenstein–Tguma-Parkplatz                                  | Sackgasse | | !546.6238975509.3642555 46.623897 9.364255  |
| Berninapass                        | 2327 m         | Graubünden     | Pontresina–Berninapass–Poschiavo                             | Pass      | Auch ein Eisenbahnpass (2253 m); einzige Strasse zwischen Poschiavo und dem Rest des Landes                                                    | !546.4109305510.0276435 46.41093 10.027643  |
| Forcola di Livigno                 | 2313 m         | Graubünden     | Poschiavo–Forcola di Livigno–Livigno (Italien)               | Pass      | | !546.4409005510.0561645 46.4409 10.056164   |
| Albulapass                         | 2312 m         | Graubünden     | Bergün–Albulapass–La-Punt                                    | Pass      | Eisenbahntunnel unter dem Pass | !546.5823465509.8377105 46.582346 9.83771   |
| Narèt                              | 2311 m         | Tessin         | Fusio–Lago del Narèt                                         | Sackgasse | | !546.4829415508.5719035 46.482941 8.571903  |
| Cavagnöö                           | 2311 m         | Tessin         | Robièi–Lago dei Cavagnöö                                     | Sackgasse | Nur mit Gondel erreichbar (tiefster Punkt: Bergstation Robièi P. 1856 m)                                                                       | !546.4552195508.5085525 46.455219 8.508552  |
| Julierpass                         | 2284 m         | Graubünden     | Bivio–Julierpass–Silvaplana                                  | Pass      | | !546.4722185509.7279605 46.472218 9.72796   |
| Sustenpass                         | 2259 m         | Bern/Uri       | Gadmen–Sustenpass–Wassen                                     | Pass      | Strassentunnel auf 2224 m, Sackgasse zum höchsten Punkt des Passes auf Berner Seite; einzige Strasse zwischen Bern und Uri                     | !546.7287445508.4491355 46.728744 8.449135  |
| Lago della Sella Staumauer         | 2257 m         | Tessin         | Gotthardpass Hospiz–Lago della Sella                         | Sackgasse | Östlich des Sees hat es eine kurze asphaltierte Strasse bei zwei Häusern auf P. 2296 m, sie ist jedoch nur 120 m lang                          | !546.5591445508.5927725 46.559144 8.592772  |
| Sanetschpass                       | 2252 m         | Wallis         | Conthey oder Savièse–Sanetschpass–Sanetschsee                | Sackgasse | Strasse endet beim Sanetschsee | !546.3315005507.2862245 46.3315 7.286224    |
| Passo Scimfuss                     | 2241 m         | Tessin         | Gotthardpass Hospiz–Passo Scimfuss                           | Sackgasse | | !546.5429585508.5918515 46.542958 8.591851  |
| Galm                               | 2231 m         | Wallis         | Guttet–Galm                                                  | Sackgasse | | !546.3565125507.6803955 46.356512 7.680395  |
| Männlichen                         | 2224 m         | Bern           | Grindelwald–Männlichen Station                               | Sackgasse | | !546.6116965507.9424635 46.611696 7.942463  |
| Täschalp                           | 2214 m         | Wallis         | Täsch–Täschalp                                               | Sackgasse | | !546.0587125507.8130565 46.058712 7.813056  |
| Lac d'Emosson                      | 2206 m         | Wallis         | Finhaut–Lac d’Emosson–Lac du Vieux Emosson                   | Sackgasse | Öffentliche Strasse zur Emosson-Staumauer (1965 m), beschränkter Zutritt zur Vieux-Emosson-Staumauer                                           | !546.0631595506.8990755 46.063159 6.899075  |
| Mattmark                           | 2204 m         | Wallis         | Saas-Almagell–Mattmarksee                                    | Sackgasse | | !546.0479345507.9543035 46.047934 7.954303  |
| Croix de Coeur                     | 2174 m         | Wallis         | Verbier–Croix de Coeur–Riddes                                | Sackgasse | Schotterstrasse von der Seite La Tsoumaz | !546.1218215507.2323235 46.121821 7.232323  |
| Grimselpass                        | 2164 m         | Bern/Wallis    | Guttannen–Grimselpass–Oberwald                               | Pass      | Einzige asphaltierte Strasse zwischen Bern und Wallis                                                                                          | !546.5615185508.3376925 46.561518 8.337692  |
| Val des Dix                        | 2150 m         | Wallis         | Hérémence oder Euseigne–Grande Dixence                       | Sackgasse | Asphaltierte Strasse endet bei Le Chargeur, am Fuss der Staumauer                                                                              | !546.0837235507.4025795 46.083723 7.402579  |
| Ofenpass                           | 2149 m         | Graubünden     | Zernez–Ofenpass–Tschierv                                     | Pass      | Einzige asphaltierte Strasse zwischen Val Müstair und dem Rest des Landes                                                                      | !546.6396785510.2924945 46.639678 10.292494 |
| Nagens                             | 2143 m         | Graubünden     | Laax–Nagen                                                   | Sackgasse | | !546.8622275509.2319055 46.862227 9.231905  |
| Juf                                | 2128 m         | Graubünden     | Ausserferrera–Juf                                            | Sackgasse | Strasse zur höchsten ganzjährig bewohnten Siedlung in Europa (Juf)                                                                             | !546.4459815509.5785385 46.445981 9.578538  |
| Splügenpass                        | 2114 m         | Graubünden     | Splügen–Splügenpass–Campodolcino (Italien)                   | Pass      | | !546.5055345509.3303635 46.505534 9.330363  |
| Val d’Arolla                       | 2110 m         | Wallis         | Les Haudères–Arolla                                          | Sackgasse | Höchster Punkt befindet sich oberhalb Arolla                                                                                                   | !546.0258705507.4773805 46.02587 7.47738    |
| Lauchernalp                        | 2109 m         | Wallis         | Wiler (Lötschen)–Lauchernalp                                 | Sackgasse | | !546.4152125507.7690115 46.415212 7.769011  |
| Gotthardpass (Hauptstrasse)        | 2106 m         | Tessin/Uri     | Airolo–Gotthardpass–Hospental                                | Pass      | Unter dem Gotthardpass verläuft der mit 16,9 km längste Strassentunnel der Schweiz, der Gotthard-Strassentunnel                                | !546.5593175508.5611445 46.559317 8.561144  |
| Gotthardpass (Tremola)             | 2106 m         | Tessin/Uri     | Airolo (Motto Bartola)–Gotthardpass–Hospental (Brüggloch)    | Pass      | Historische Kopfsteinpflasterstrasse | !546.5593175508.5611445 46.559317 8.561144  |
| Weritzstafel Zufahrtstrasse        | 2099 m         | Wallis         | Wiler (Lötschen)–Weritzstafel                                | Sackgasse | | !546.4215995507.7926525 46.421599 7.792652  |
| Thyon                              | 2097 m         | Wallis         | Hérémence–Thyon                                              | Sackgasse | | !546.1819735507.3722405 46.181973 7.37224   |
| Steingletscher                     | 2094 m         | Bern           | Hotel Steingletscher–hinterer Parkplatz                      | Sackgasse | Beginnt am Sustenpass (P. 1863 m), endet vor dem Steinlimigletscher beim zweiten Parkplatz                                                     | !546.7132195508.4163105 46.713219 8.41631   |
| Mandelon                           | 2066 m         | Wallis         | Hérémence–Mandelon                                           | Sackgasse | | !546.1310285507.4113645 46.131028 7.411364  |
| San-Bernardino-Pass                | 2066 m         | Graubünden     | Hinterrhein–San-Bernardino-Pass–San Bernardino               | Pass      | Die höchste Autobahn der Schweiz führt auf 1620 m unter dem San-Bernardino-Pass durch den Tunnel                                               | !546.4971545509.1711355 46.497154 9.171135  |
| Salastrains                        | 2060 m         | Graubünden     | St. Moritz–Salastrains                                       | Sackgasse | | !546.4989345509.8273165 46.498934 9.827316  |
| Steinigboda                        | 2048 m         | Graubünden     | Nufenen–Steinigboda                                          | Sackgasse | | !546.5546565509.2421235 46.554656 9.242123  |
| Moosalp                            | 2048 m         | Wallis         | Bürchen–Moosalp–Törbel                                       | Pass      | | !546.2516085507.8290245 46.251608 7.829024  |
| Oberalppass                        | 2044 m         | Graubünden/Uri | Sedrun–Oberalppass–Andermatt                                 | Pass      | Auch Eisenbahnpass | !546.6587015508.6711785 46.658701 8.671178  |
| Marguns                            | 2040 m         | Graubünden     | St. Moritz–Suvretta–Marguns                                  | Sackgasse | | !546.4898145509.8163945 46.489814 9.816394  |
| Curnera                            | 2039 m         | Graubünden     | Tschamut (Surpalits)–Lai da Curnera                          | Sackgasse | Höchster Punkt liegt westlich der Staumauer Lai da Curnera                                                                                     | !546.6376335508.7073405 46.637633 8.70734   |
| Bettmeralp                         | 2037 m         | Wallis         | Riederalp–Bettmeralp                                         | Sackgasse | Beschränkter Zutritt (Riederalp und Bettmeralp sind autofreie Dörfer und nur durch Seilbahn erreichbar), Kulminationspunkt oberhalb Bettmersee | !546.3962295508.0661335 46.396229 8.066133  |
| Bussalp                            | 2021 m         | Bern           | Grindelwald–Oberläger                                        | Sackgasse | | !546.6566725507.9894845 46.656672 7.989484  |
| Arosa (Mittelstation) Weisshorn    | 2011 m         | Graubünden     | Arosa–Mittler Hütte                                          | Sackgasse | Nur über Schotterstrassen erreichbar | !546.7863345509.6623725 46.786334 9.662372  |
| Dischma                            | 2007 m         | Graubünden     | Davos–Dürrboden                                              | Sackgasse | | !546.7208945509.9227045 46.720894 9.922704  |
| Simplonpass (E62)                  | 2006 m         | Wallis         | Brig–Simplonpass–Simplon                                     | Pass      | Höchster Punkt des Europastrassen-Netzes | !546.2502165508.0316575 46.250216 8.031657  |
| Val Pontirone                      | 2004 m         | Tessin         | Malvaglia–Alpe di Cava                                       | Sackgasse | | !546.3598215509.0337655 46.359821 9.033765  |
| Val Camadra                        | 2003 m         | Tessin         | Campo Blenio–Pian Geirett                                    | Sackgasse | | !546.6044295508.9343385 46.604429 8.934338  |
| Fideriser Heuberge                 | 2000 m         | Graubünden     | Fideris–Berghaus Arflina                                     | Sackgasse | | !546.8664695509.7255565 46.866469 9.725556  |